# Choristoneura propensa
Choristoneura propensa es una especie de polilla del género Choristoneura, tribu Archipini, subfamilia Tortricinae. Fue descrita científicamente por Razowski en 1992.

## Distribución
Se distribuye por Asia: Afganistán.